# The Aubreys
The Aubreys — канадская инди-рок группа, основанная в 2020 году Финном Вулфхардом и Малкольмом Крейгом. На счету группы 1 альбом, 8 синглов, а также 3 видеоклипа.
После распада группы Calpurnia, в 2019 году, бывшие её участники, Финн Вулфхард и Малкольм Крейг собрали свою — The Aubreys.
Первый сингл группы, «Getting Better», был выпущен 14 января 2020 года. В том же году, были выпущены ещё 3 сингла: «Loved One», «Soda & Pie» и «Smoke Bomb».
В 2021 году вышло 4 сингла: «No Offerings» (совместно с Lunar Vacation), «Sand in My Bed», «Karaoke Alone», «Resale»; две последние из которых являются лид-синглами, то есть первыми синглами, выпущенными с альбома до выхода непосредственно его самого. В апреле 2021 года, группа объявила о завершении записи своего альбома. 11 октября Финн Вулфхард пришёл на американское вечернее развлекательное шоу «The Tonight Show» и объявил там дату выхода альбома. Месяц спустя, 5 ноября, альбом «Karaoke Alone» выходит на стриминговые площадки.

## Дискография

### Альбомы
- Karaoke Alone (2021)

### Синглы
- Getting Better (2020)
- Loved One (2020)
- Soda & Pie (2020)
- Smoke Bomb (2020)
- No Offerings (2021)
- Sand in My Bed (2021)
- Karaoke Alone (2021)
- Resale (2021)